# Neuwiller
Neuwiller (deutsch Neuweiler, elsässisch Neiwiller) ist eine französische Gemeinde mit 520 Einwohnern (Stand 1. Januar 2022) im Département Haut-Rhin in der Region Grand Est (bis 2015 Elsass). Sie gehört zum Arrondissement Mulhouse, zum Kanton Saint-Louis und zum Gemeindeverband Saint-Louis Agglomération.

## Geografie
Die Gemeinde Neuwiller liegt am Südostrand des Sundgau, etwa sieben Kilometer südwestlich des Basler Stadtzentrums. Nur ungefähr zwei Kilometer der Gemeindegrenze sind mit französischem Territorium verbunden, im Norden, Osten und Süden ist Neuwiller vom Schweizer Staatsgebiet umgeben.
Die Schweizer Nachbargemeinden von Neuwiller sind Schönenbuch im Nordwesten, Allschwil im Nordosten, Oberwil im Osten und Biel-Benken im Süden, die französischen Nachbargemeinden Leymen im Südwesten und Hagenthal-le-Bas im Westen.

## Bevölkerungsentwicklung
| Jahr      | 1962 | 1968 | 1975 | 1982 | 1990 | 1999 | 2010 | 2019 |
| Einwohner | 372  | 386  | 448  | 478  | 533  | 506  | 527  | 484  |

## Geschichte
Ersterwähnung 1287. Bis 1324 gehörte der Ort zur Grafschaft Pfirt und kam dann durch die Heirat der Johanna von Pfirt mit Herzog Albrecht II. von Österreich an Habsburg. Im Westfälischen Frieden 1648 ging der Ort mit dem ganzen elsässischen Besitz der Habsburger an die französische Krone. Der Ort war als Lehen des Basler Bischofs im Besitz der Herren von Eptingen. Bis ins 18. Jahrhundert stritten sich die Habsburger und der Bischof von Basel um das Dorf. Von 1871 bis 1918 gehörte Neuwiller zum deutschen Reichsland Elsaß-Lothringen.
|  |

## Wirtschaft und Infrastruktur
Die meisten Erwerbstätigen in Neuwiller sind Berufspendler in das nahe Basel, weitere Erwerbszweige sind das Gastgewerbe, die Landwirtschaft und das Kleingewerbe. Das Thermalbad musste geschlossen werden.
Das Dorf hat direkte Straßenverbindungen nach Schönenbuch, Allschwil, Biel-Benken und Hagenthal-le-Bas (mit Abzweigung nach Leymen am Dorfeingang).

## Bauwerke
Die Margarethenkirche wurde 1783 erbaut, als Neuwiller eigenständige Pfarrei wurde. Bis dahin war Neuwiller Filial von Oberwil. 
Neben der Kirche der ehemalige Adelsitz der Herren von Eptingen-Neuwiller. Ein im Kern spätmittelalterlicher Bau, der 1763 erneuert wurde. 